# Realismo (arte)

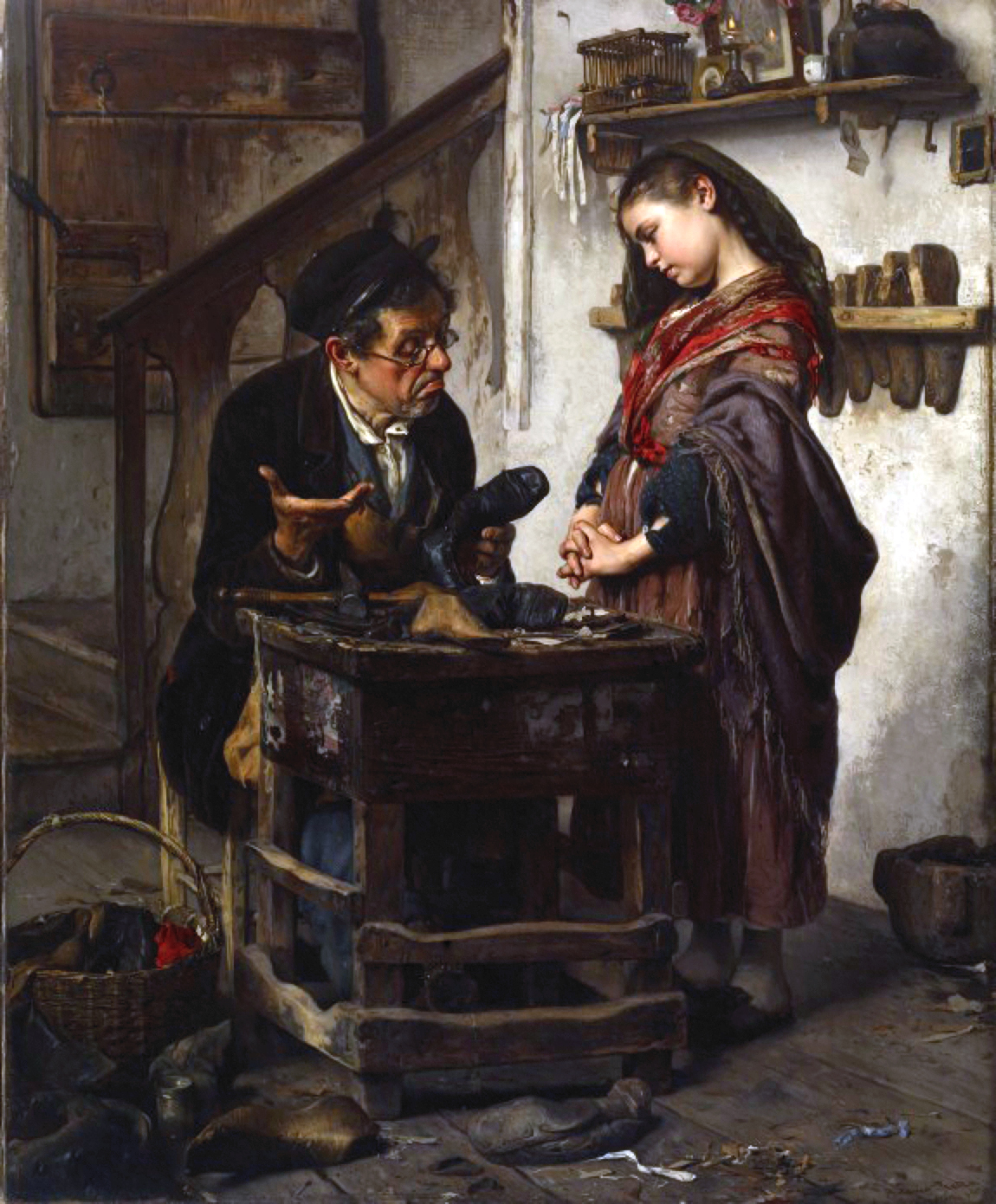
Antonio Rotta
Il caso senza speranza, 1871
Walters Art Museum, Baltimora

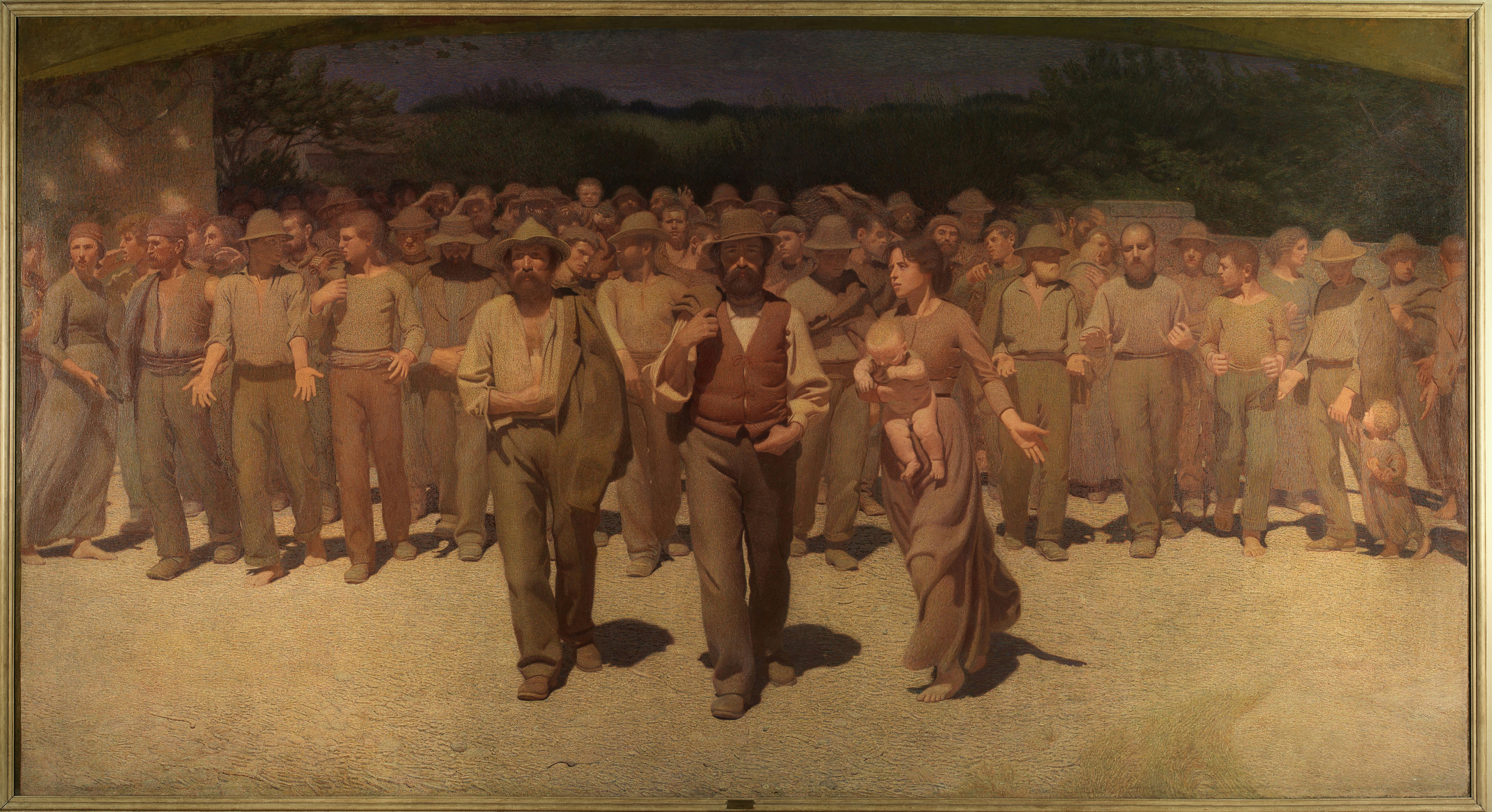
Giuseppe Pellizza da Volpedo
Il quarto stato, 1901
GAM, Milano

Il realismo o verismo, nel campo delle arti figurative, è una corrente artistica sviluppatasi negli anni quaranta del XIX secolo e che, in Francia, vede in Gustave Courbet il suo principale esponente; sono inoltre importanti le figure di Honoré Daumier e Jean-François Millet, oltre che di Rosa Bonheur.

## Origine del movimento culturale
Queste esperienze seicentesche, legate alla società borghese, rinascono intorno alla metà dell'800 in Francia. Il realismo, un movimento pittorico e letterario, trova le sue radici nel positivismo, un pensiero filosofico che studia la realtà in modo scientifico. Il realismo tentava di cogliere la realtà sociale; si voleva rappresentare una realtà nuda e cruda con meno allegorie e più attenzione verso i dati di fatto.
Esso si fa più acceso negli anni successivi alla rivoluzione del 1848, che aveva risvegliato aneliti democratici in tutta Europa, e arriva ai suoi massimi nel periodo del Secondo Impero, caratterizzato da un forte sviluppo economico e tecnologico della borghesia e dalla conseguente mentalità imprenditoriale. È in questo periodo che inizia anche a definirsi l'impressionismo.
La parola "realismo" generalmente indica la traduzione fedele delle qualità del mondo reale nella rappresentazione artistica.
Il realismo, inteso come tendenza programmatica, invece, trova la sua esplicita affermazione nel 1855, anno in cui il pittore Courbet definisce i suoi ideali artistici in un opuscolo scritto in occasione dell'Esposizione universale di Parigi: «Ho voluto essere capace di rappresentare i costumi, le idee, l'aspetto della mia epoca secondo il mio modo di vedere, fare dell'arte viva, questo è il mio scopo».
Tra 1830 e 1870, è inoltre attiva la scuola di Barbizon, una corrente paesaggista, legata alla località di Barbizon.
La poetica realista traduceva in pittura il dilatarsi dell'interesse degli storici verso i problemi della società moderna. Infatti lo storico e filosofo Hippolyte Taine invitava a «vedere gli uomini nelle loro officine, negli uffici, nei campi, con il loro cielo, la loro terra, le case, gli abiti, le culture, i cibi», mentre lo scrittore Sainte-Beuve affermava: «La triade bello, vero e buono è certo un bel motto, ma inganna; se dovessi scegliermi un motto, sceglierei il vero».
Partendo dal presupposto che «Il concetto ottocentesco del realismo, che si opponeva all'arte neoclassica con le sue evasioni mitologiche e a quella romantica con i suoi slanci dell'immaginazione e del sentimento», Piero Raffa in Avanguardia e realismo va oltre questa formula stabilita al fine di dare «un'apertura critica tale (...) che sia possibile applicarla anche ad eventuali fenomeni artistici di cui non siamo (...) a conoscenza».

### Diffusione in Europa
Il movimento si diffuse velocemente in  
In Germania si distinsero come pittori realisti Adolph von Menzel e Wilhem Leibl; in Belgio, Constantin Meunier ed Evert Larock, morto di tubercolosi a 36 anni.
In Messico le tematiche realiste vennero riprese dagli esponenti del muralismo; nell'Unione Sovietica si sviluppò a partire dagli anni trenta il realismo socialista, di chiara connotazione politica e finalizzato alla propaganda del regime stalinista.

## Galleria d'immagini

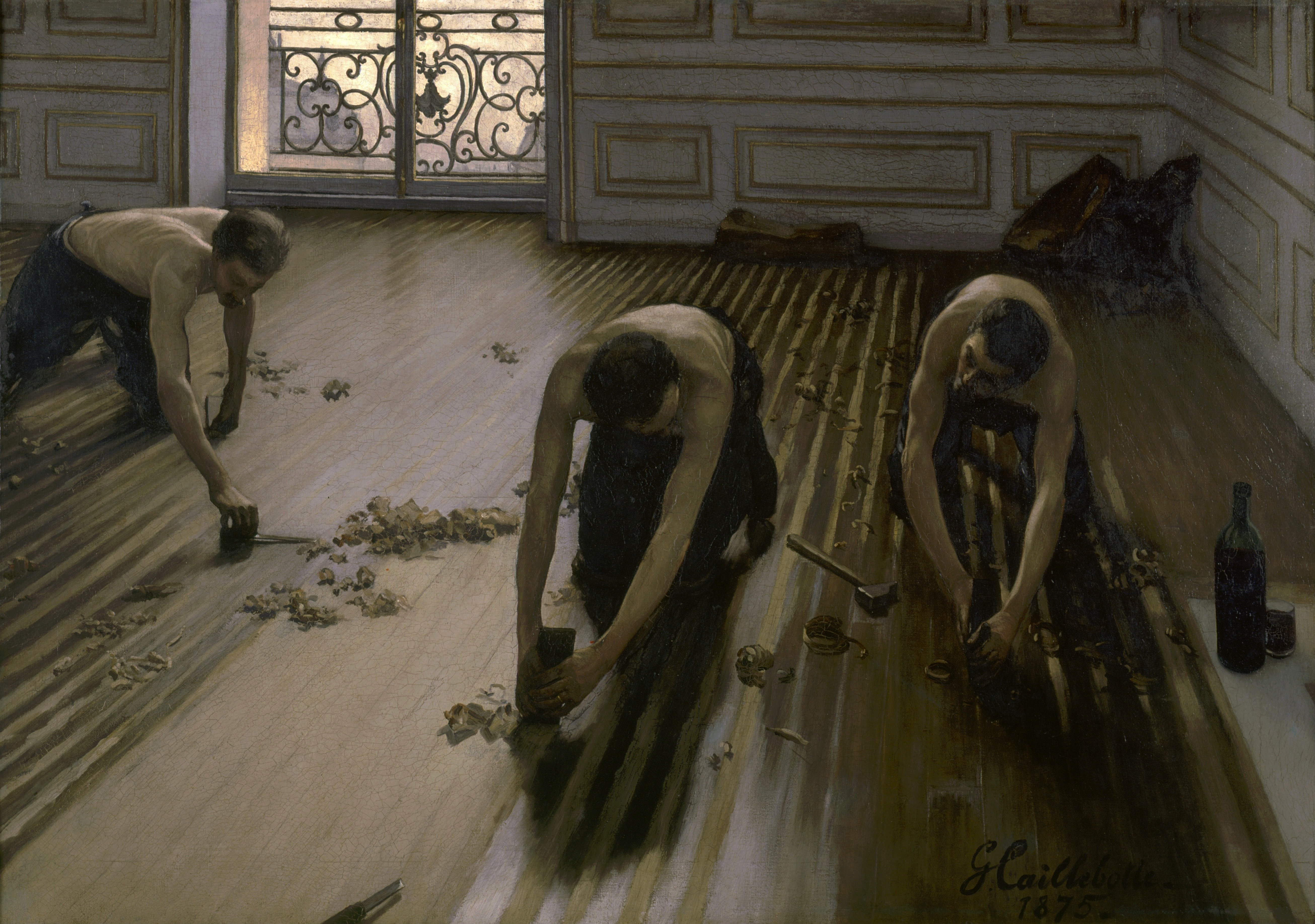
Gustave Caillebotte I piallatori di parquet 1875
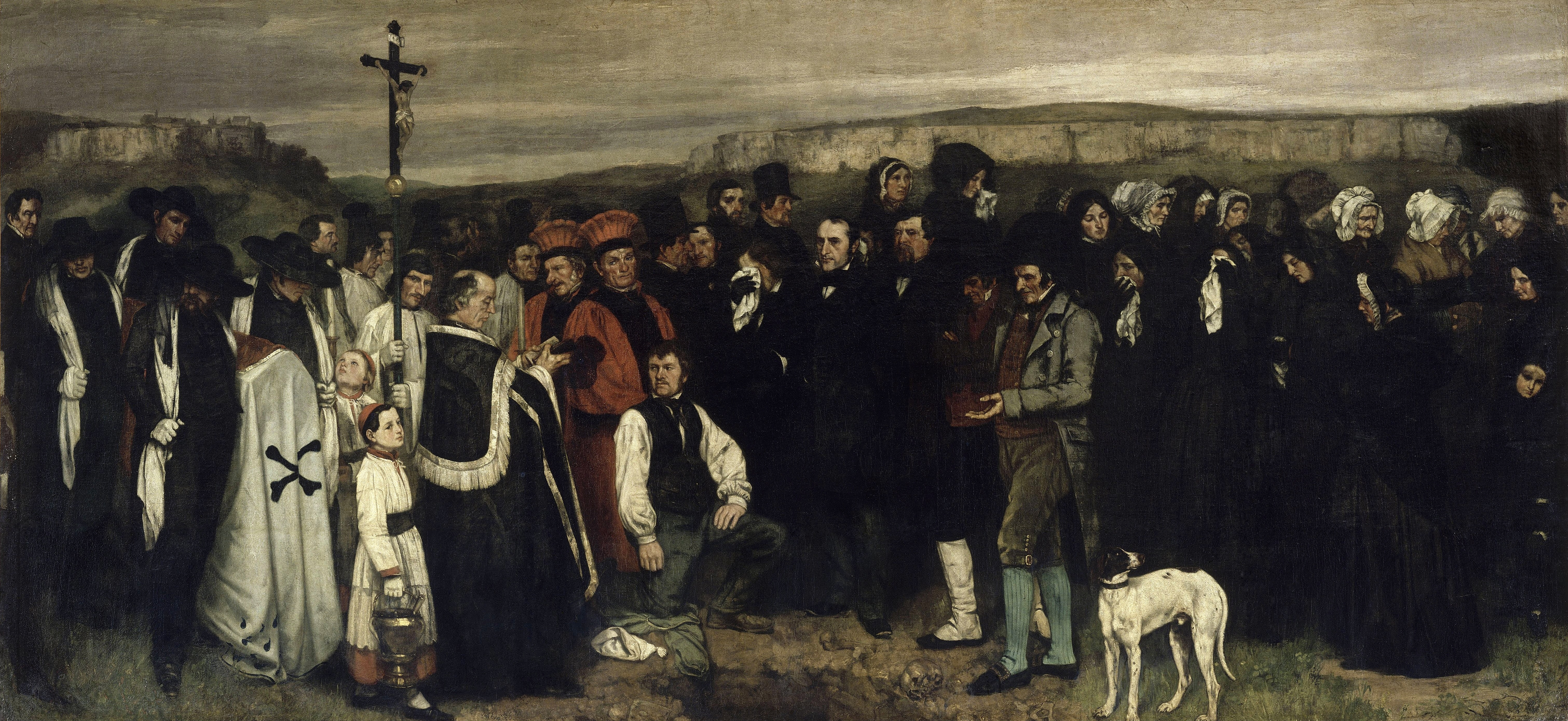
Gustave Courbet Funerale a Ornans (1849-50)
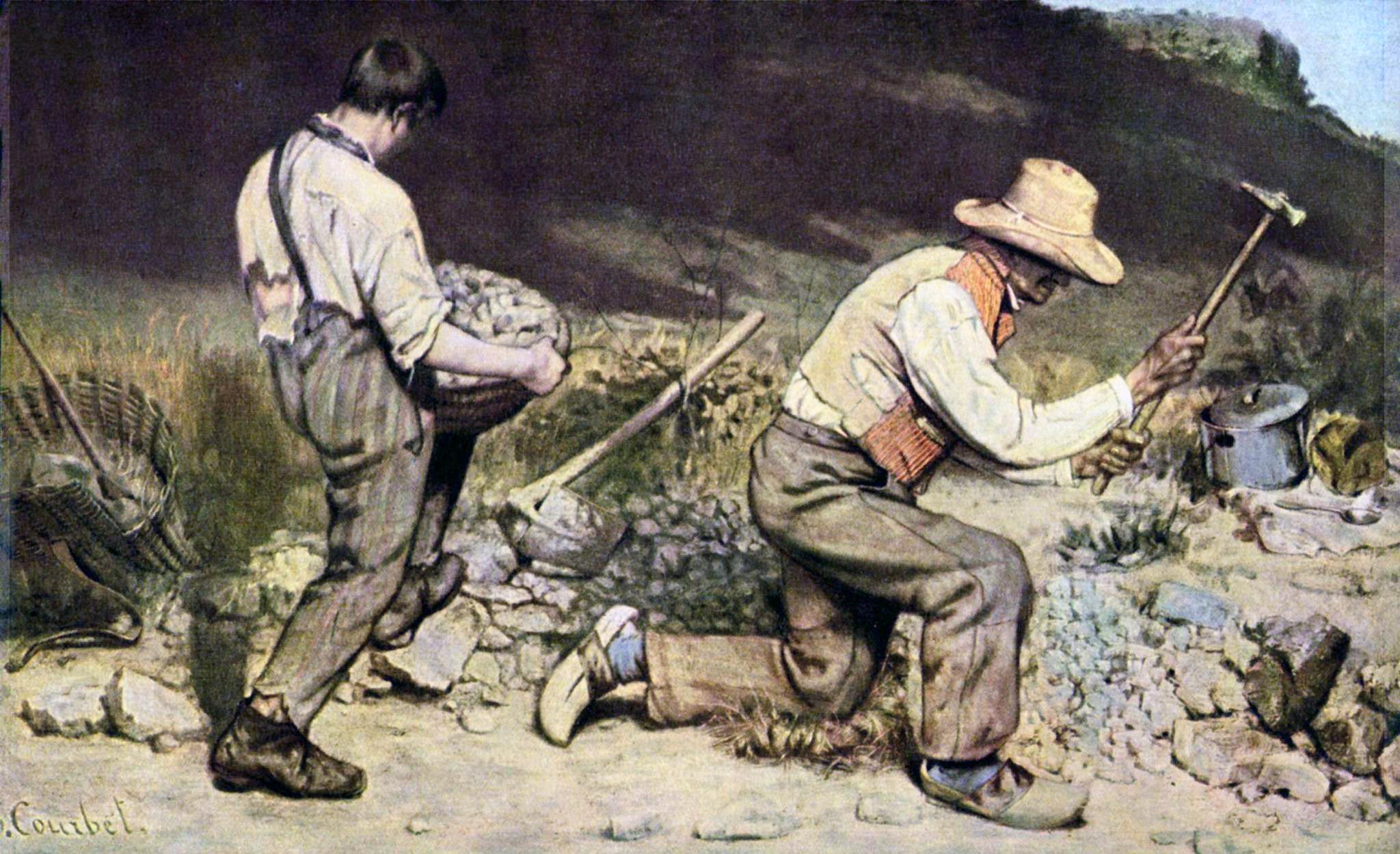
Gustave Courbet Gli spaccapietre 1849
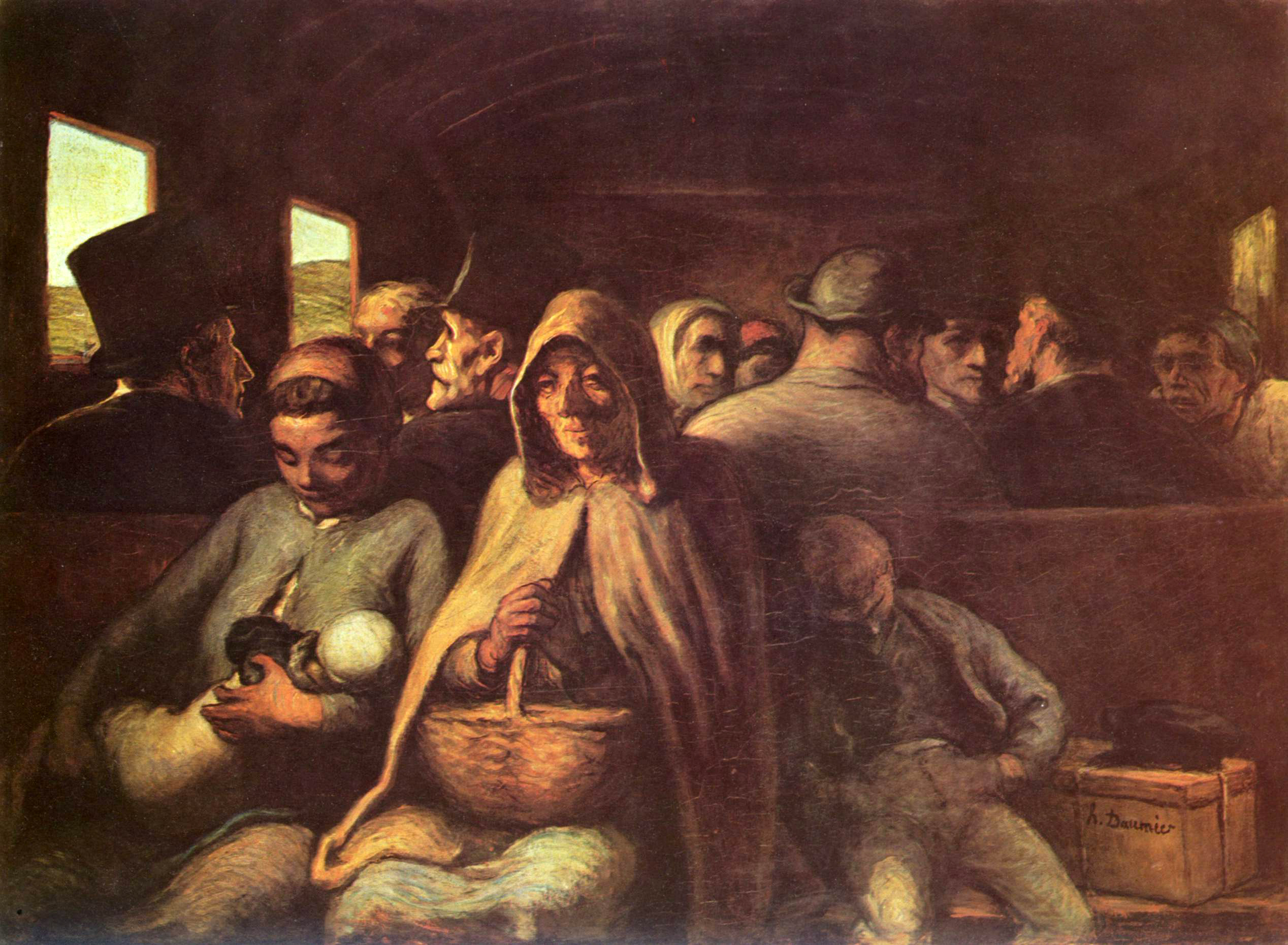
Honoré Daumier Il vagone di terza classe 1862
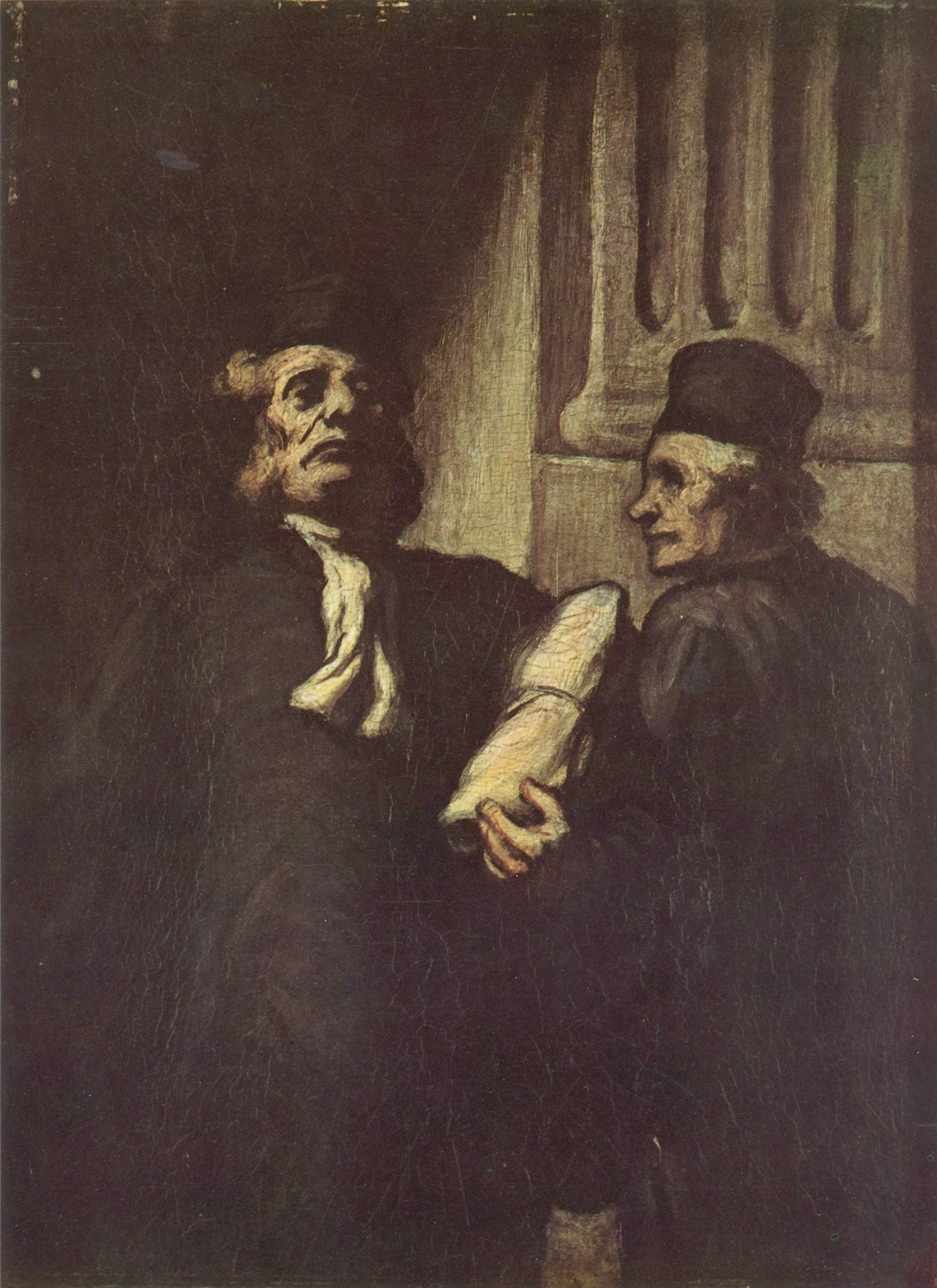
Honoré Daumier Gli avvocati
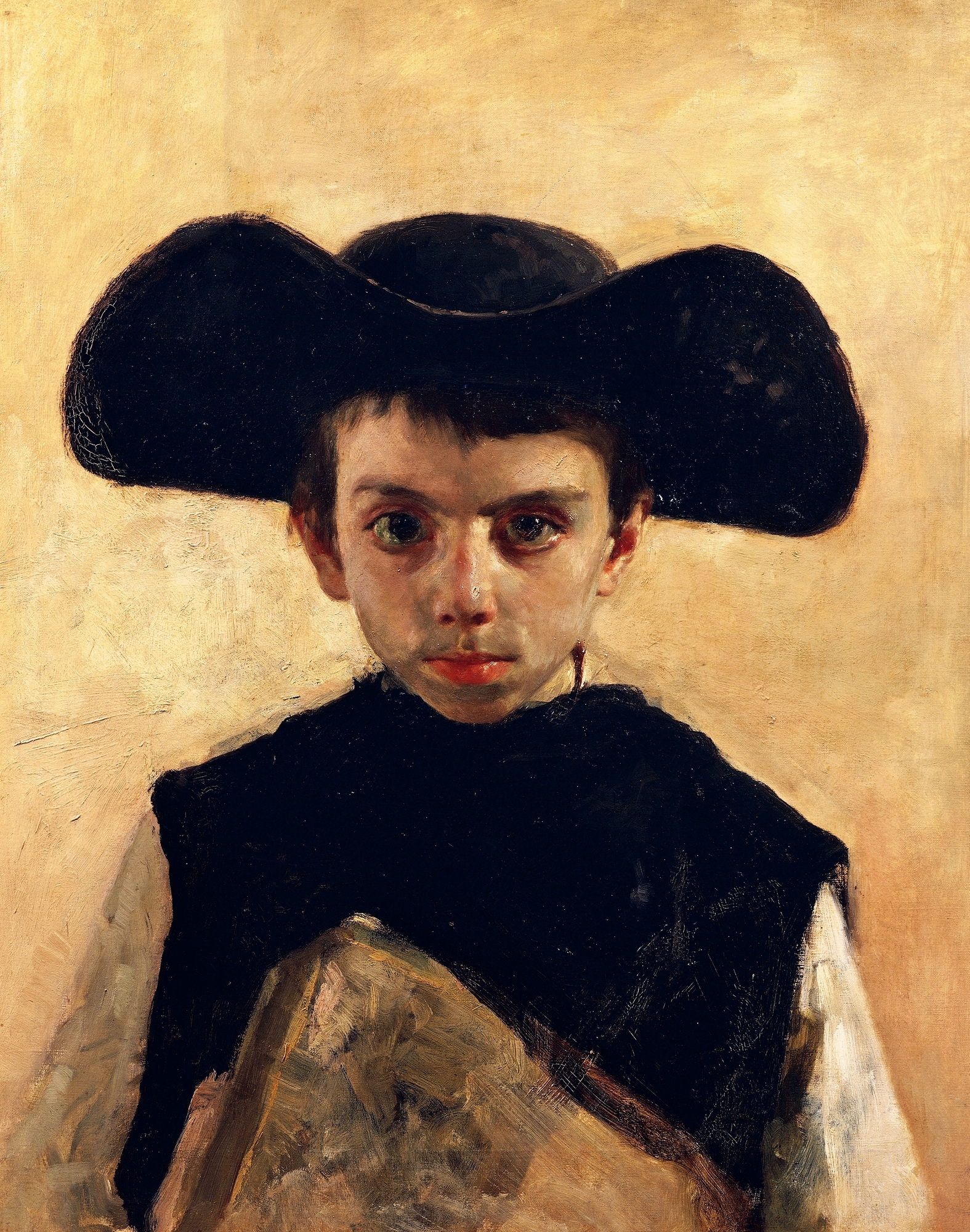
Antonio Mancini Il prevetariello 1870